# Mónica Mendes
Mónica Soraia Amaral Mendes (Almeida, 16 giugno 1993) è un'ex calciatrice portoghese, di ruolo difensore. Ha giocato 58 partite con la maglia della nazionale portoghese, partecipando al campionato europeo 2017.

## Carriera

### Club
Nel mese di luglio 2018 passa alla società rossonera del Milan, rimanendo legata alla società rossonera per due stagioni.
Al termine della stagione 2023-24, dopo tre annate consecutive giocate al Servette Chênois nella Women's Super League elvetica, ha annunciato il ritiro dal calcio agonistico.

### Nazionale
Mendes viene convocata dalla Federazione calcistica del Portogallo (FPF) per indossare la maglia della formazione Under-19, venendo impiegata in 28 incontri disputati tra il 2009 ed il 2012 e dove va a segno in 4 occasioni. Debutta il 25 aprile 2009, nella partita giocata all'Estádio Dr. Américo Couto di Mealhada e persa per 1-0 contro le pari età della Francia, incontro valido per il secondo turno di qualificazione al Campionato europeo di categoria di Bielorussia 2009.
In seguito viene selezionata per la nazionale maggiore, inserita in rosa nella formazione impegnata all'edizione 2012 del Torneio Internacional Cidade de São Paulo e durante il quale fa il suo debutto il 9 dicembre all'Estádio Pacaembu di San Paolo con le padrone di casa del Brasile, partita terminata con la vittoria delle brasiliane per 4-0.
In seguito viene convocata regolarmente per l'impegno della sua nazionale in Algarve Cup, a cominciare dall'edizione 2013 e nei tre anni seguenti, con la propria nazionale mai in grado di superare le ultime posizioni nel torneo.
Nel frattempo è inserita in rosa nella formazione impegnata alle qualificazioni al Mondiale di Canada 2015, durante le quali sigla la sua prima rete in nazionale, quella che il 14 giugno 2013 al 54' apre le marcature sulle avversarie dell'Albania, condividendo il percorso con le compagne ma senza riuscire ad accedere alla fase finale. Il selezionatore Francisco Neto continua a darle fiducia anche per la fase di qualificazione all'Europeo dei Paesi Bassi 2017 dove contribuisce alla storica qualificazione alla fase finale, prima volta per la nazionale femminile lusitana. Inserita da Neto nella rosa definitiva della squadra annunciata il 6 luglio 2017, Mendes non viene impiegata nelle tre partite giocate dal Portogallo prima della sua eliminazione al termine della fase a gironi.

## Palmarès

### Club
- Campionato svizzero: 2

Neunkirch: 2016-2017
Servette Chênois: 2023-2024
- Coppa Svizzera: 3

Neunkirch: 2016-2017
Servette Chênois: 2022-2023, 2023-2024
- Campionato portoghese: 2

1º Dezembro: 2009-2010, 2010-2011
- Coppa del Portogallo femminile: 2

1º Dezembro: 2009-2010, 2010-2011
- Supercoppa italiana: 1

Brescia: 2017